# Christian Höck
Christian Höck (* 19. März 1984), besser bekannt unter seinem Pseudonym GitzZz, ist ein ehemaliger professioneller Unreal-Tournament-Spieler. Er ist neben den FIFA-Twins der einzige deutsche Spieler, dem es gelang, die World Cyber Games zweimal zu gewinnen.
2005 beendete er seine Karriere. 2007 nahm er das aktive Spielen wieder auf. Sein Comeback war jedoch nicht von langer Dauer, da es für Unreal Tournament 3 nur wenige hoch dotierte Turniere gab.

## Karriere

### 2001–2003: Domination
Christian „GitzZz“ Höck war Mitglied des Clans shuuk, als er 2001 mit dem Spiel Unreal Tournament die erste Ausgabe der World Cyber Games für sich entscheiden konnte. Nach einer Niederlage gegen den unbekannten Südkoreaner bzsin gleich im ersten Spiel der Gruppenphase dominierte er die weiteren Matches und konnte das Turnier ohne weitere Niederlage gewinnen.
Bei den World Cyber Games im darauf folgenden Jahr sah es zunächst nach einer problemlosen Titelverteidigung für Höck aus, da er alle sechs Spiele der Gruppenphase für sich entscheiden konnte. In der nächsten Runde traf er zunächst auf den Neuseeländer Nicholas „eVenfLoW“ McCabe. Völlig überraschend für alle Anwesenden konnte „eVenfLoW“ „GitzZz“ in der Overtime besiegen. Da das Turnier im „Double Elimination“-Modus ausgetragen wurde, war „GitzZz“ jedoch noch nicht ausgeschieden, musste sich allerdings durch das „Lower Bracket“ spielen, um das Finale noch zu erreichen. Nachdem er das erste Spiel gegen den Portugiesen „Neutro“ gewonnen hatte, traf er im Viertelfinale des Lower Brackets auf den Niederländer Laurens „lauke“ Pluijmaekers. Dieses war das erste Aufeinandertreffen – und der Beginn der freundschaftlichen Rivalität zwischen diesen beiden Spielern – bei einem großen Turnier, die heute gemeinhin als die besten Spieler der Unreal-Tournament-Serie gelten. „GitzZz“ gewann das Match und auch das darauf folgende, so dass er im Lower Bracket Finale erneut auf „eVenfLoW“ traf, der zuvor das Upper Bracket Finale gegen den Briten „shaggy“ verloren hatte. „GitzZz“ konnte sich für seine Niederlage zu Beginn der Playoff-Phase revanchieren und zog ins Finale ein, welches er ebenfalls für sich entscheiden konnte. Somit war „GitzZz“ der erste Spieler überhaupt, der die World Cyber Games zweimal in Folge gewinnen konnte.
Während der World Cyber Games 2002 wechselte er zusammen mit weiteren Mitglieder aus seinem Clan „shuuk“ zu dem deutschen Clan „Schroet Kommando“ (später SK Gaming).
2003 fand in Paris-Bercy zum ersten Mal der Electronic Sports World Cup statt, für den sich „GitzZz“ qualifizieren konnte und neben der Gaming-Legende Johnathan „Fatal1ty“ Wendel als der Top-Favorit galt, trotz des neuen Spiels Unreal Tournament 2003, welches erstmals gespielt wurde. Er wurde dieser Favoritenrolle gerecht und besiegte in einem knappen Finale den Schweden Björn „zulg“ Sunesson und das obwohl er, wie er später zugab, unter Motivationsproblemen litt. Diese Motivationsprobleme lagen vor allem an der so genannten „Shield Gun“, einer Waffe, die mit UT 2003 eingeführt wurde und vor dem Protagonisten eine Art Schutzschild aufbaut. Laut Höck mache diese Waffe das Spiel langsamer, deutlich passiver, zufallsabhängiger und für ihn selbst uninteressanter.
Bei den World Cyber Games 2003 war „GitzZz“ als Titelverteidiger gesetzt und galt natürlich als Top-Favorit, jedoch wurde das Spiel von BPjM kurz vor dem Turnier indiziert, weswegen im gesamten Teilnehmerfeld kein deutscher UT-Spieler zu finden sein sollte.

### 2004–2005: CPL-Erfolg und Rücktritt
Trotz anhaltender Motivationsprobleme besuchte „GitzZz“ den deutschen Vorentscheid für das Unreal-Tournament-2004-Turnier auf dem ESWC 2004. Christian Höck konnte sich neben Stefan „schnig“ Schneegaß und Maurice 'Burnie' Engelhardt qualifizieren. Die erste Gruppenphase des Turniers verlief erwartungsgemäß, „GitzZz“ konnte sich ohne Niederlage für die zweite Gruppenphase qualifizieren, die er ebenfalls ohne Niederlage für sich entscheiden konnte. Im Halbfinale des ESWC 2004 traf er dann auf „lauke“. Das Match war äußerst knapp und umkämpft und ging über die maximale Anzahl von drei Runden. Am Ende konnte „GitzZz“ das Spiel, welches als eines der besten UT-Matches aller Zeiten gilt, für sich entscheiden. Im Finale traf er dann auf seinen Landsmann „Burnie“, welcher ein noch relativ unbekannter UT-Spieler war und umso überraschender war es dann, als „GitzZz“ zum ersten Mal überhaupt bei einem großen Turnier ein Finale verlor.
Kurze Zeit später fanden in Dallas die „Cyberathlete Professional League Summer Extreme“-Turniere statt, bei denen „GitzZz“ zusammen mit seinen Clan-Kameraden von SK Gaming teilnahm. Dieses Turnier verlief erwartungsgemäß souverän für SK, die als große Favoriten in das Turnier gingen. Im CPL-Finale traf man auf die Niederländer von Fnatic mit „lauke“, welche man besiegen konnte.
Nur kurz nachdem er zusammen mit seinem Team die CPL Summer gewann, gab SK Gaming die Trennung vom Unreal-Tournament-Team bekannt. Dies ließ bereits erste Rücktrittsgerüchte aufkeimen. Einige Wochen später wurde jedoch bekannt, dass mousesports das komplette Team rund um Höck unter Vertrag genommen hat.
Zum Abschluss des Jahres fand zum letzten Mal ein UT-Turnier auf den World Cyber Games statt. Erneut konnten sich „GitzZz“ und „Burnie“ qualifizieren, dritter deutscher im Bunde war Martin „kiLLu“ Reimann. Bei diesem Turnier verlor „GitzZz“ wie schon 3 Jahre zuvor bei den WCG 2001 das erste Gruppenspiel gegen den Neuseeländer „eVenfLoW“, erreichte aber trotzdem die Playoff-Phase, welche nun nur noch im „Single Elimination“-Modus ausgetragen wurde. Dort traf er im Halbfinale erneut auf „Burnie“, welcher ihn kurz zuvor beim ESWC-Finale besiegen konnte und auch erneut schaffte der Newcomer es, den mittlerweile als „UT-Legende“ bezeichneten Christian Höck aus dem Turnier zu werfen. Enttäuscht traf er im Spiel um Platz 3 auf den Ukrainer Roman „Chip“ Verenko, der sich auf eine sehr defensive Spielweise spezialisiert hatte. In einem sehr passivem Spiel gewann schließlich „Chip“ und „GitzZz“ beendete das Turnier auf einem für ihn enttäuschenden vierten Platz.
Danach wurde es sehr ruhig um „GitzZz“. Nach mehreren Monaten Pause nahm er im Mai 2005 beim deutschen Vorentscheid für den Electronic Sports World Cup 2005 teil, konnte sich allerdings nicht für das Event qualifizieren. Im Juni 2005 gab er, nicht sehr überraschend, seinen Rücktritt bekannt.

### 2007: kurzes Comeback
Mit dem Release von Unreal Tournament 3 im November 2007 und dem auf 20.000 ₤ dotierten „EnemyDown National Championship“ kam es für kurze Zeit zu einer Rückkehr von Christian „GitzZz“ Höck, allerdings konnte er bei diesem Turnier die Playoff-Phase nicht erreichen. Da bis auf eben jenes Event keinerlei große Wettkämpfe anstanden, verabschiedete er sich nach diesem kurzen Intermezzo Anfang 2008 wieder in die Inaktivität. Auf Grund der momentanen Situation der Unreal-Tournament-Community ist vorerst nicht mit weiteren großen Turnieren zu rechnen, was eine Rückkehr von Christian Höck in das aktive Spielen zweifelhaft macht.

## Einstellung gegenüber E-Sport
Obwohl er in seiner Karriere viele Turniere gewonnen und viel Preisgeld erspielt hatte, hat Höck es immer abgelehnt, sich selbst als professioneller Spieler (Pro-Gamer) zu bezeichnen. In mehreren Interviews hat er angedeutet, dass das Spielen lediglich zu seinen Hobbys gehört, unbeachtet des Preisgeldes, das er gewinnen konnte. Diese und ähnliche Aussagen wurden von alten Rivalen, allen voran „lauke“, bestätigt, die ihn schon jahrelang persönlich kannten.

## Clans
- SSF
- Intergalaxy
- shuuk (2001 – Oktober 2002)
- SK Gaming (Oktober 2002 – August 2004)
- mousesports (Januar 2005 – Juni 2005)
- mousesports (November 2007 – Februar 2008)

## Erfolge (Auszug)
- World Cyber Games 2001: 1. Platz
- World Cyber Games 2002: 1. Platz
- Electronic Sports World Cup 2003: 1. Platz
- Electronic Sports World Cup 2004: 2. Platz
- World Cyber Games 2004: 4. Platz
- CPL Summer 2004: 1. Platz
- Aufnahme in die WCG Hall of Fame